# Nederlands kampioenschap tafeltennis 2020
Het Nederlands kampioenschap tafeltennis 2020 werd gehouden in Zwolle op 29 februari en 1 maart 2020.
Op het programma stonden vijf onderdelen:
- Enkelspel mannen. Regerend kampioen was Rajko Gommers.
- Enkelspel vrouwen. Regerend kampioen was Kim Vermaas.
- Dubbelspel mannen. Regerend kampioenen waren Barry Wijers en Martin Khatchanov.
- Dubbelspel vrouwen. Regerend kampioenen waren Melanie Bierdrager en Angelique Gertenbach.
- Gemengd dubbel. Regerend kampioenen waren Rajko Gommers en Kim Vermaas.

## Medaillewinnaars
| Onderdeel        | Goud                           | Zilver                          | Brons                                                                  |
| Enkelspel (m)    | Laurens Tromer                 | Rajko Gommers                   | Barry Wijers Ewout Oostwouder                                          |
| Enkelspel (v)    | Shuohan Men                    | Kim Vermaas                     | Emine Ernst Sanne de Hoop                                              |
| Dubbel (m)       | Rajko Gommers Martijn de Vries | Laurens Tromer Barry Wijers     | Colin Rengers Nolan Schultz Gabrielius Camara Jochem de Hoop           |
| Dubbel (v)       | Rachel Gerarts Shuohan Men     | Jacintha de Hoop Sanne de Hoop  | Kim Hergelink Esmee van Marwijk Amber van de Velde Emma van der Zanden |
| Dubbel (gemengd) | Rajko Gommers Kim Vermaas      | Gabrielius Camara Sanne de Hoop | Elwin Huiden Yoeke Gunsing Lode Hulshof Emma van der Zanden            |